# Massimo Giunti

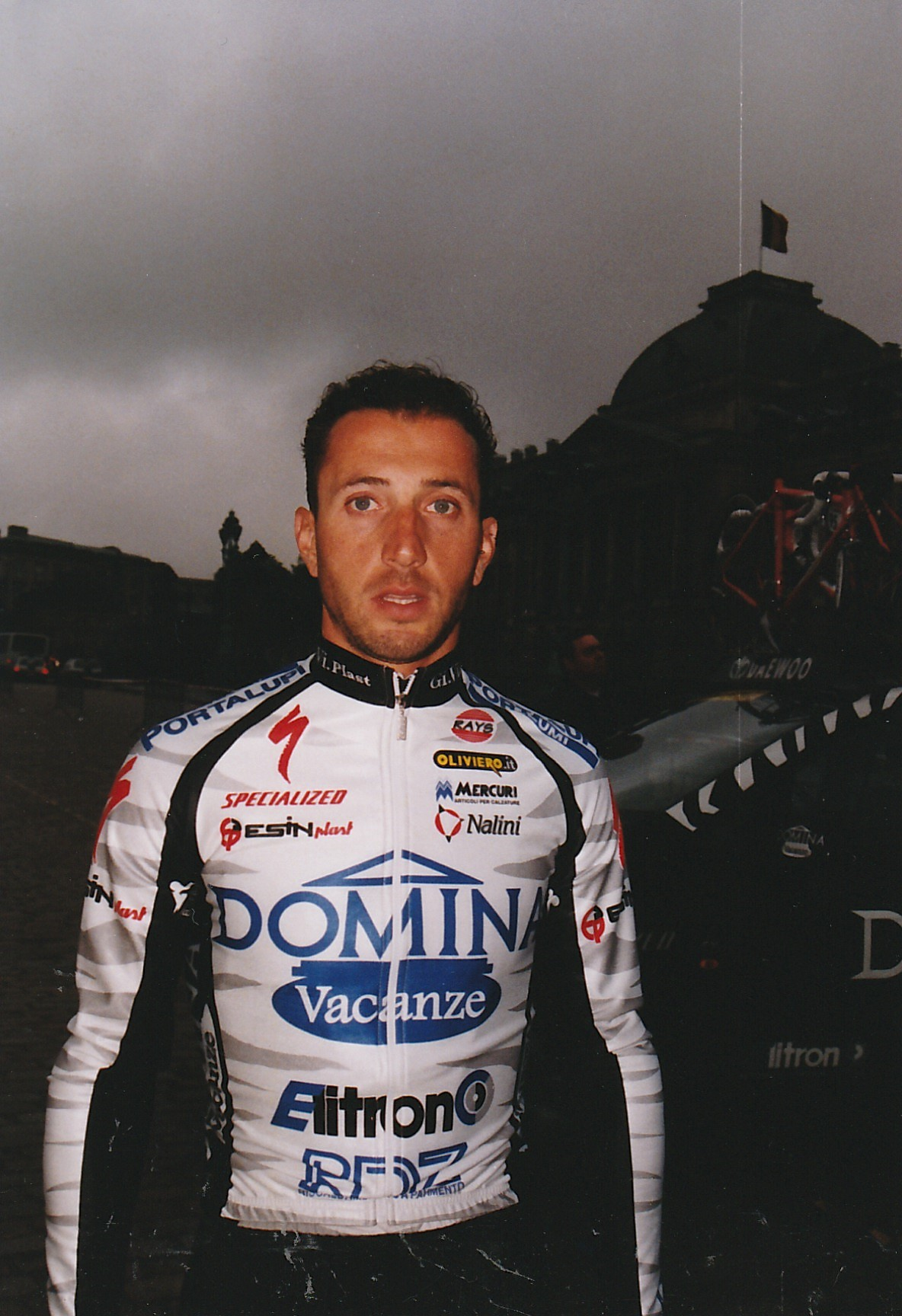
Massimo Giunti

Massimo Giunti (* 29. Juli 1974 in Pesaro) ist ein ehemaliger italienischer Radrennfahrer.

## Sportliche Laufbahn
Massimo Giunti begann seine Profi-Karriere 1998. Er startete dreimal bei der Tour de France, 1999 belegte er Platz 95 und 2005 Platz 80. Im Jahre 2000 belegte er beim Giro d’Italia den 63. Rang. Bei der Friedensfahrt wurde er Sechster in der Gesamtwertung.
Im März 2010 wurde Massimo Giunti von der Union Cycliste Internationale nach einem positiven Test auf EPO suspendiert und später für zwei Jahre gesperrt. Daraufhin beendete er seine Radsport-Karriere.

## Teams
- 1998–1999 Cantina Tollo-Alexia Alluminio
- 2000 Cantina Tollo
- 2001 Cantina Tollo-Acqua e Sapone
- 2002 Acqua e Sapone-Cantina Tollo
- 2003 Domina Vacanze-Elitron
- 2004 Domina Vacanze
- 2005 Fassa Bortolo
- 2006 Naturino-Sapore di Mare
- 2007 Miche
- 2008 Miche-Silvercross
- 2009 Miche-Silver Cross-Selle Italia
- 2010 Androni Giocattoli (bis 31. August)